# Danforth, Maine
Danforth är en kommun i Washington County i delstaten Maine, USA.